# Куда пропала луна?
«Куда пропала луна?» — советский мультфильм, выпущенный в 1982 году киностудией Беларусьфильм.

## Сюжет
Маленький лисенок любил по ночам играть с луной, но вдруг она исчезла. Тогда он пошёл спрашивать лесных жителей, что с ней случилось, но они не смогли рассказать почему она пропала. Но прошло время и на небе появился новый месяц и рассказ продолжился.

## Съёмочная группа
| Режиссёр-постановщик | Евгений Ларченко                                                           |
| Автор сценария       | Дмитрий Якутович                                                           |
| Оператор-постановщик | Михаил Комов                                                               |
| Художник-постановщик | Евгений Ларченко                                                           |
| Мультипликаторы      | Анна Лысятова, В. Бакунович                                                |
| Композитор           | Евгений Глебов                                                             |
| Ассистент режиссёра  | Л. Лукашенко                                                               |
| Ассистент художника  | Т. Михалюта                                                                |
| Роли озвучивали      | Виктор Тарасов, Владимир Сичкарь, Вера Кавалерова - Лисенок, Иван Мацкевич |
| Звукооператор        | Сендэр Шухман                                                              |
| Редактор             | Л. Балашова                                                                |
| Директор             | Леонарда Зубенко                                                           |